# Poecilocalyx stipulosa
Poecilocalyx stipulosa är en måreväxtart som först beskrevs av John Hutchinson och John McEwan Dalziel, och fick sitt nu gällande namn av Nicolas Hallé. Poecilocalyx stipulosa ingår i släktet Poecilocalyx och familjen måreväxter. Inga underarter finns listade i Catalogue of Life.